# Florence Rena Sabin
Florence Rena Sabin (Central City, 9 novembre 1871 – Denver, 3 ottobre 1953) è stata un medico, scienziata e ricercatrice statunitense.
Il suo nome è legato a molti primati, essendo tuttora considerata una pioniera nel campo della medicina per tutte le donne. Fu la prima donna a divenire professore ordinario presso l'Università Johns Hopkins di Baltimora. Fu, inoltre, la prima ad essere eletta tra i membri della National Academy of Science. La prima donna a capo di un dipartimento al Rockefeller Institute for Medical Research e la prima donna presidente dell'American Association of Anatomist. Florence Rena Sabin diede un cospicuo contributo allo sviluppo della conoscenze riguardo all'istologia del cervello, al sistema linfatico e alla comprensione della patologia e dell'immunologia della tubercolosi. Dopo il suo ritiro, ebbe un importante ruolo nella riforma sulla salute pubblica del Colorado dopo la fine della seconda guerra mondiale.

## Biografia

### Primi anni
Florence Rena Sabin nacque a Central City in Colorado nel 1871. Figlia minore di un ingegnere minerario, visse i suoi primi anni nelle comunità di minatori: sua madre morì quando lei aveva sette anni. Quindi lei e sua sorella Mary andarono a vivere prima a Chicago dal loro zio Albert Sabin e successivamente con i loro nonni paterni in Vermont. Florence frequentò la Vermont Academy e, in seguito, lo Smith College, dove ricevette il suo diploma di laurea nel 1893.

### Percorso universitario
Con il desiderio di frequentare l'Università Johns Hopkins, la Sabin insegnò matematica a Denver per due anni e zoologia presso lo Smith College per un anno, con il fine di guadagnare abbastanza denaro da permettersi il primo anno di lezioni. Nel 1896 fu ammessa presso l'Università Johns Hopkins e quattro anni dopo, nel 1900, divenne una delle prime donne laureate dell'università.

### Gli anni all'Hopkins
Subito dopo la laurea ottenne un internato presso il Johns Hopkins Hospital sotto la guida del professor William Osler. Durante il tirocinio le capacità di osservazione e la perseveranza della Sabin in laboratorio, catturarono l'attenzione di Franklin Paine Mall, direttore del Dipartimento di Anatomia, che di lì in poi divenne il suo mentore e la incoraggiò ad intraprendere due progetti che avrebbero cambiato il futuro della sua ricerca. Il suo primo progetto era quello di produrre un modello tridimensionale del tronco encefalico di un neonato che divenne il punto centrale attorno a cui ruota il libro da lei pubblicato nel 1901 An Atlas of the Medulla and Midbrain. Il secondo progetto era volto a dimostrare che il sistema linfatico si formava da vasi sanguigni e non da altri tessuti.
Nello stesso anno, dopo aver terminato il suo internato, la Sabin continuò le sue ricerche anatomiche e istologiche con l'aiuto di una borsa di studio della Women's Found Commitee, un'associazione di Baltimora nata con il fine di promuovere l'istruzione delle donne. Nel 1902, Florence Rena Sabin fu la prima donna della facoltà di medicina del Johns Hopkins Hospital a divenire assistente del Dipartimento di Anatomia. Nel 1917, fu promossa a professore ordinario.
La dott. Sabin passò 25 anni al Johns Hopkins Hospital e durante i suoi primi anni concentrò la sua ricerca principalmente sull'origine delle cellule del sangue e dei vasi sanguigni, sull'istologia del cervello e sulla patologia e immunologia della tubercolosi. Nel 1924 le sue ricerche sull'origine dei vasi sanguigni le valsero la qualifica di membro della National Academy of Science.
La Sabin ebbe molti studenti che proseguirono la carriera scientifica e divennero delle personalità nel campo dell'anatomia, dell'immunologia e dell'ematologia. I suoi studenti la descrivevano come una grande insegnante e le studentesse guardavano a lei come un punto di riferimento in quanto grande femminista.
Ecco come una sua studentessa, laureata nel 1922, la ricordava:
Dopo la morte di Franklin Paine Mall, sempre nel 1917, in seguito a un'operazione di calcoli biliari, l'incarico di direttore del Dipartimento di Anatomia fu assegnato ad uno studente della Sabin, Lewis H. Weed. La dottoressa rimase molto rattristata e criticò la scelta privatamente.

### Il trasferimento al Rockefeller
Tuttavia rimase al Johns Hopkins Hospital fino al 1925, quando, all'età di 54 anni, ottenne un posto presso il Rockefeller Institute di New York. Le ragioni della decisione rimasero non chiare. La ragione prevalente era puramente professionale: al Rockefeller Institute la Sabin avrebbe potuto impegnarsi completamente nella ricerca, evitando di insegnare.. Per tredici anni, lavorò presso il Rockefeller Institute a capo della sezione che studiava gli aspetti cellulari dell'immunità.

### Gli anni del ritiro

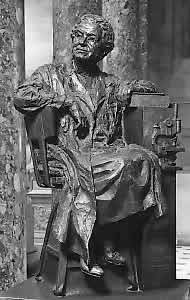
Statua di Florence Rena Sabin presso la National Statuary Hall Collection (NSHC) ubicata nel Campidoglio degli Stati Uniti

La Sabin si ritirò in Colorado nel 1938 per vivere con sua sorella Mary. Rimase comunque professionalmente attiva e portò avanti un'intensa corrispondenza epistolare con i suoi ex-studenti e colleghi. Nel 1944 le fu chiesto dal governatore del Colorado, John Vivian, di contribuire a redigere una nuova legge sulla salute pubblica, sulla quale fece ricerche, parlò e scrisse ampiamente. Pressò colleghi, legislatori e ufficiali di stato a supportare un nuovo e meglio finanziato programma sulla salute pubblica e lavorò ad una serie di leggi sulla salute che poi furono redatte dalla sua commissione e note come il "Sabin Program". Il successore di John Vivian, Lee Knous, parlò di lei definendola una "bomba atomica". Nel 1947 fu nominata presidente del "Consiglio ad interim sulla Sanità e sugli Ospedali di Denver", posto che mantenne fino al 1951. La dottoressa Sabin ricevette molti premi.
Presso le strutture universitarie del Colorado e allo Smith College ci sono molte strutture nominate con il suo nome ed è una delle poche donne rappresentate da una statua presso il Campidoglio degli Stati Uniti. Florence Rena Sabin morì il 3 ottobre 1953 a Denver in seguito ad un attacco di cuore. Dopo la cremazione, le sue ceneri furono sepolte nel Fairmount Mausoleum presso il Fairmount Cemetery di Denver, in Colorado.